# Juan Peset
Juan Bautista Peset Aleixandre (Godella, 2 de julio de 1886 - Paterna, 24 de mayo de 1941) fue un médico, catedrático de universidad y político español. Rector de la Universidad de Valencia durante la Segunda República, presidió el partido de Izquierda Republicana en Valencia. Fue fusilado por la dictadura franquista tras el final de la Guerra Civil.

## Biografía

### Orígenes familiares y años de formación
Nacido en la localidad valenciana de Godella en 1886, Juan Peset perteneció a una familia de larga tradición médica e intelectual, con nombres como los de Mariano Peset de la Raga, Joan Peset Vidal, Tomás Peset Aleixandre, entre otros. Su padre, Vicente Peset Cervera, fue médico y catedrático de Terapéutica; su hermano Mariano Peset Aleixandre fue arquitecto. Además, la familia tenía una tradición de pensamiento liberal, desde Mariano Peset de la Raga, quien fue perseguido a principios del siglo XIX, en los tiempos del absolutismo, por sus ideas liberales.
Con apenas 22 años, era ya doctor en Medicina, Ciencias (sección Química) y Derecho, además de perito químico y mecánico. Sus excelentes calificaciones académicas le hicieron merecedor del diploma de Caballero de la Orden Civil de Alfonso XII. En 1908 fue pensionado por el gobierno español para que ampliara sus estudios en el extranjero. Estudió toxicología con Jules Ogier en París y medicina forense con Alphonse Bertillon.

### Carrera médica y científica
Su trayectoria profesional se decantó por la Medicina, siendo uno de los máximos exponentes de la medicina experimental o de laboratorio en España y liderando un importante grupo experimentalista en la Universidad de Valencia.  
En 1910 obtuvo la cátedra de Medicina Legal y Toxicología en la Universidad de Sevilla y, al año siguiente, la dirección del laboratorio bacteriológico de la ciudad. Allí trabajó en la lucha contra la epidemia de tifus que en 1912 atacó la capital andaluza. 
En 1916 volvió a Valencia, donde fue nombrado catedrático de Medicina Legal en la  Universidad de Valencia; se le encargó la creación del Instituto Provincial de Higiene, cuyo edificio pagó con dinero propio. Descubrió un tratamiento contra la meningitis purulenta, que resultó de una efectividad absoluta, y emprendió una campaña antitífica. Como responsable de salud pública del ayuntamiento de Valencia, dirigió campañas de vacunación para acabar con las epidemias. 
En 1913 participó en el I Congreso de Médicos de lengua catalana; su padre era uno de los presidentes de honor. Fue miembro del Instituto Médico Valenciano y presidió la Asamblea Médica Regional Valenciana de 1918. Entre 1928 y 1939 dirigió la tercera época de la revista Crónica Médica.
En la  Universidad de Valencia fue decano de la Facultad de Medicina entre 1930 y 1931. Tras el advenimiento de la República, Peset sería sucesivamente vicerrector de la Universidad (entre 1931 y 1932) y tras la dimisión del rector por ser nombrado magistrado del Tribunal Supremo, rector (entre 1932 y 1934). Tras el triunfo de las derechas en las elecciones de noviembre de 1933, Peset dimitió, aunque su dimisión no fue aceptada hasta el 28 de mayo de 1934. Durante su mandato y el de su antecesor, trató de impulsar la democratización de la universidad, con la representación de auxiliares y estudiantes y la mejora material de las instalaciones. También fue uno de los impulsores de la creación del Instituto Cossío de Valencia, obedeciendo a un mismo carácter de "renovación docente".

### Vida política
Juan Peset fue un hombre de ideas republicanas y de izquierda. Fue militante de Acción Republicana y, más tarde, de Izquierda Republicana,  ambos partidos fundados por Manuel Azaña. Como Presidente de Izquierda Republicana en Valencia, fue candidato del Frente Popular en las elecciones de febrero de 1936, resultando elegido diputado en listas abiertas a las Cortes españolas (con 84.106 votos fue el candidato más votado en la circunscripción de Valencia-capital). El 26 de mayo de 1935 participó en el multitudinario mitin de Manuel Azaña en Valencia, en el campo de Mestalla, que reunió a sesenta mil personas.
Durante la guerra, prosiguió sus labores humanitarias, ayudando asimismo a perseguidos por las milicias en la zona republicana, llegando a refugiar a gente en su propia casa. Fue comisario civil del Ejército, inspector de los hospitales de guerra  y responsable de varios hospitales, lo que compaginó con su labor de diputado. Durante la contienda, estudió las repercusiones psicológicas del conflicto bélico en el individuo.
Asistió a la última sesión de las Cortes republicanas en Figueras el 1 de febrero de 1939, pasando la frontera francesa poco después. Sin embargo, volvió a la España republicana tratando de mediar en el golpe de Estado del coronel Casado. Acompañó al presidente del gobierno de la República, el doctor Juan Negrín, y a José Puche, rector de la Universidad de Valencia durante el resto de la guerra, hasta el aeródromo de Elda cuando marcharon al exilio, pero se negó a acompañarlos a pesar de la insistencia del presidente. Tras reunirse con sus hijos, que habían luchado en el bando republicano, intentó abandonar la península con su familia por el puerto de Alicante, que se había convertido en la única posibilidad de fuga para los republicanos. Sin embargo, los barcos que habrían tenido que rescatar a los miles de personas que allí se reunieron no llegaron nunca y todos fueron hechos prisioneros por los soldados franquistas. Comenzó un peregrinaje por campos de concentración y cárceles encargándose o trabajando en las enfermerías  (campo de concentración de Albatera, campo de concentración de la Cartuja de Porta Coeli, cárcel del mismo nombre) hasta que el 15 de enero de 1940 fue internado en la Cárcel Modelo de Valencia. 
Mientras tanto, mediante una orden publicada el 29 de julio de 1939, Juan Peset, colectivamente con otros muchos docentes, había sido separado de su cátedra por ser “pública y notoria la desafección [...] no solamente por sus actuaciones en las zonas que han sufrido la dominación marxista, sino también por su pertinaz política antinacional y antiespañola en los tiempos precedentes al Glorioso Movimiento Nacional”.
Fue sometido a dos consejos de guerra, en marzo de 1940. En el primero, por "auxilio a la rebelión", ante la denuncia hecha por los médicos falangistas Francisco Marco Merenciano, Ángel Moreu González-Pola (que posteriormente llegó a catedrático de Oftalmología de la Universidad de Santiago) y Antonio Ortega Tena, fue condenado a muerte, recomendando sin embargo la propia sentencia la conmutación por una pena de reclusión de treinta años y un día. Dos días después de emitirse, el delegado provincial de Sanidad José Rosa Meca —antiguo miembro de Renovación Española y presidente de Colegio de Odontólogos— reclamó un nuevo juicio, enviándole al auditor de guerra el texto de una conferencia que Peset había impartido en 1937, en la que este criticaba la sublevación calificándola de respuesta inadecuada de los que no habían aceptado la pérdida de las elecciones de febrero de 1936, logrando una segunda sentencia de muerte, pero en este caso sin ninguna recomendación de gracia. Inmediatamente un gran número de personas, entre ellas el arzobispo de Valencia, Prudencio Melo, pidieron a las autoridades la conmutación de la pena. El 12 de mayo de 1941, el auditor de división, jefe de la asesoría del Ministerio del Ejército certificaba que el general Franco había dado el "enterado" de la sentencia. El 24 de mayo de 1941, después del mediodía, se le comunicó que había llegado la hora de cumplirse la sentencia, que fue ejecutada a las seis de la tarde en Paterna.

## Memoria
El primer acto de recuperación de la memoria del Dr. Peset se efectuó la presentación del Congreso de Cultura Catalana que tuvo lugar en Valencia en abril de 1976, en la que participaron Joan Fuster, Manuel Sanchis Guarner y Vicent Andrés Estellés, entre otros. Estellés compuso en su memoria Ofici permanent a la memòria de Joan B. Peset, que fou afusellat a Paterna el 24 de maig de 1941.
En la ciudad de Valencia llevan su nombre el hospital universitario Doctor Peset Aleixandre, el colegio mayor dependiente de la Universidad de Valencia así como una gran avenida en el norte de la ciudad.
En 2001, coincidiendo con el sexagésimo aniversario de su fusilamiento, la Universidad de Valencia editó el volumen titulado Procés a Joan Peset Aleixandre, con los documentos reproducidos en facsímil del expediente del proceso.

## Publicaciones
Algunas de las publicaciones científicas del Dr Peset son:
- Nota experimental sobre varias sales nuevas de piridina (tesis doctoral en Medicina)
- Nuevo método general para la determinación electro cuantitativa de los metales muy oxidables (tesis doctoral en Química)
- Aplicación jurídica de las teorías modernas acerca de la responsabilidad criminal y     su atenuación por causas psicológicas (tesis doctoral en Derecho)
- Las autopsias en la morgue, 1908.
- Tres reacciones nuevas para la anilina, 1909.
- Bosquejo crítico de la hematoquimia legal, 1913.
- Vacunación y revacunación antitíficas, 1916.
- Aplicaciones del laboratorio a la clínica.